# Laurindo
Eduardo Laurindo da Silva, plus communément appelé Laurindo, est un footballeur portugais né le 30 septembre 1944 à Regia de Bié en Angola portugais. Il évoluait au poste d' ailier droit.

## Biographie

### En club
Laurindo commence sa carrière au CF Belenenses, il joue son premier match en première division portugaise lors de la saison 1967-1968,,.
Après six saisons au sein du club lisboète, il rejoint le FC Porto en 1973, club qu'il représente jusqu'en 1975,,.
Laurindo raccroche les crampons après une dernière saison 1975-1976  sous les couleurs du SC Beira-Mar,,.
Il dispute un total de 163 matchs pour 42 buts marqués en première division portugaise,. Au sein des compétitions européennes, il dispute un match en Coupe UEFA pour aucun but marqué.

### En équipe nationale
International portugais, il reçoit une unique sélection en équipe du Portugal le 6 avril 1969 en amical contre le Mexique (match nul 0-0 à Oeiras).

## Vie privée
Laurindo est le père de Bruno Mauro, footballeur international angolais entre 2002 et 2004.